# La danzatrice del Gai-Moulin
La danzatrice del Gai-Moulin (titolo originale francese La danseuse du Gai-Moulin, pubblicato in traduzione italiana anche coi titoli Maigret e la ballerina, Maigret e la ballerina del Gai-Moulin e La ballerina del Gai-Moulin) è un romanzo poliziesco di Georges Simenon con protagonista il commissario Maigret.
È il decimo romanzo dedicato al personaggio del celebre commissario.

## Trama
Due giovani ragazzi di Liegi decidono di rapinare la cassa del Gai-Moulin, un locale notturno, dopo la chiusura. Quando entrano però vedono il corpo di un uomo, un greco che era stato lì poco prima, e spaventati corrono via. Il giorno dopo il corpo viene però ritrovato all’orto botanico. I ragazzi vengono arrestati, anche se i sospetti ricadono su un misterioso francese. Quel francese è in realtà Maigret, giunto a Liegi sulle tracce del criminale internazionale Ephraim Graphopoulos, il greco appunto.

## Edizioni
Il romanzo è stato scritto a Ouistreham nel settembre del 1931 e pubblicato per la prima volta in Francia nel novembre dello stesso anno, per l'editore Fayard.
In Italia è apparso per la prima volta nel 1933 tradotto da Guido Cantini pubblicato da Mondadori nella collana "I gialli economici" (n° 3). Sempre per lo stesso editore è stato ripubblicato, anche coi titoli Maigret e la ballerina e Maigret e la ballerina del Gai-Moulin (dal 1967 nella traduzione di Elena Cantini e dal 1988 in quella di Claretta Agostoni) in altre collane o raccolte tra gli anni trenta e ottanta. Nel 1994 il romanzo è stato pubblicato presso Adelphi con il titolo La ballerina del Gai-Moulin, tradotto da P. N. Giotti, nella collana dedicata al commissario (parte de "gli Adelphi", al n° 63).

## Film e televisione
A questo romanzo di Simenon è ispirato il film franco-austriaco del 1966 Il caso difficile del commissario Maigret, di Alfred Weidenmann, con Heinz Rühmann nel ruolo del commissario.
Per la televisione, il romanzo ha ispirato l'episodio dal titolo La danseuse du Gai-Moulin, facente parte della serie televisiva Les enquêtes du commissaire Maigret per la regia di Jean-Paul Sassy, trasmesso per la prima volta su Antenne 2 il 29 agosto 1981, con Jean Richard nel ruolo del commissario Maigret.